# Serein (rivière)
Pour les articles homonymes, voir Serein.
Le Serein est une rivière française qui coule dans les départements de la Côte-d'Or et de l'Yonne. C'est un affluent de l'Yonne en rive droite, donc un sous-affluent de la Seine.
Son ancienne orthographe « Serain » est citée par Vaast Barthélemy Henry, prêtre et historien né à Seignelay, dans son ouvrage paru en 1833 et intitulé Mémoires historiques sur la ville de Seignelay.

## Géographie
Affluent de l'Yonne, le Serein prend sa source dans l'Auxois sur la commune de Beurey-Beauguay, et se jette sur la  rive droite de l'Yonne à Bonnard, au sud de Joigny.
Par sa longueur de 188,2 kilomètres, le Serein est la 31e rivière de France[réf. nécessaire].
Son cours se situe constamment en Bourgogne-Franche-Comté, et traverse, entre autres, les communes de Précy-sous-Thil, Guillon, L'Isle-sur-Serein, Chablis, Pontigny, Noyers.

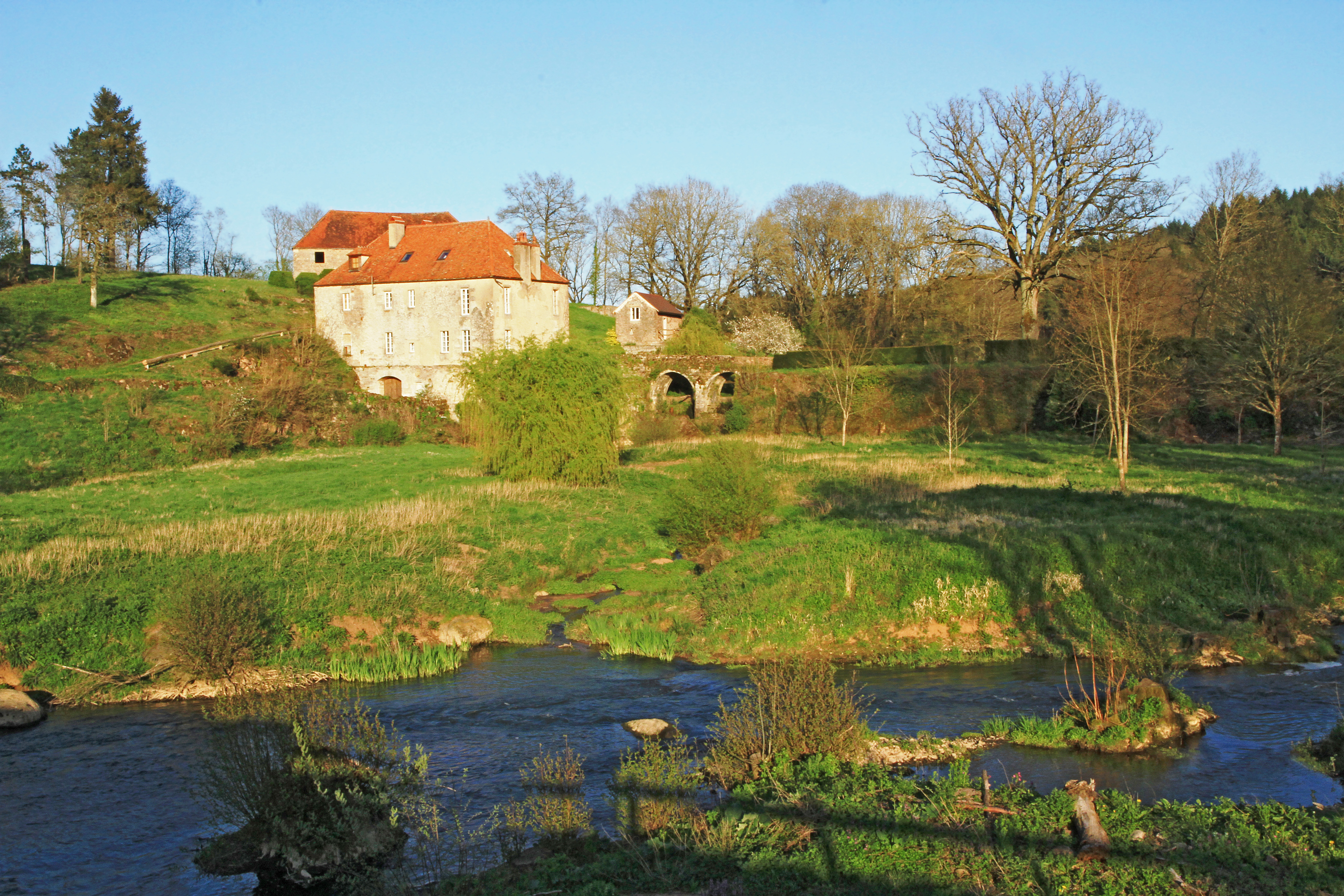
Paysage verdoyant du Serein au moulin de Bourbilly, commune de Vic-de-Chassenay.

## Hydrologie
Le module du Serein, calculé sur 14 ans à Dissangis (en amont de Noyers-sur-Serein), est de 4,53 m3/s pour une surface de bassin de 643 km2.

### Le Serein à Chablis
Son débit a été observé durant 54 ans (de 1954 à 2007) à Chablis, localité située à une trentaine de kilomètres de son confluent avec l'Yonne. Le bassin versant de la rivière y est de 1 350 km2.
Le module du Serein à Chablis est de 7,74 m3/s.
La rivière présente des fluctuations saisonnières de débit importantes, comme souvent dans l'est du bassin parisien. Les hautes eaux se déroulent en hiver et au printemps et se caractérisent par des débits mensuels moyens oscillant entre 12,4 et 17,5 m3/s, de décembre à février inclus (avec un maximum en février). Les mois de mars et d'avril constituent une période intermédiaire durant laquelle le débit reste assez élevé (respectivement 11,8 et 10,3 m3/s). Dès lors le débit baisse progressivement jusqu'aux basses eaux d'été, qui ont lieu de juillet à septembre, avec une baisse du débit moyen mensuel allant jusqu'à 1,14 m3/s au mois d'août. Mais les fluctuations sont bien plus prononcées sur de courtes périodes.

### Étiage ou basses eaux
À l'étiage, le VCN3 peut chuter jusque 0,120 m3/s, en cas de période quinquennale sèche, ce qui peut être considéré comme sévère, mais est assez fréquent en Bourgogne.

### Crues
Les crues peuvent être assez importantes. Les QIX 2 et QIX 5  valent respectivement 67 et 100 m3/s. Le QIX 10 est de 120 m3/s, le QIX 20 de 140 m3/s et le QIX 50 de 170 m3/s.
Le débit instantané maximal enregistré à la station a été de 146 m3/s le 28 avril 
1998, tandis que la valeur journalière maximale était de 114 m3/s le lendemain 29 avril. En comparant la première de ces valeurs à l'échelle des QIX de la rivière, il ressort que cette crue d'avril 1998 était d'ordre vicennal, et donc pas exceptionnelle.

### Lame d'eau et débit spécifique
Le Serein n'est pas une rivière très abondante. La lame d'eau écoulée dans son bassin versant est de 219 millimètres annuellement, ce qui est fort moyen, largement inférieur à la moyenne d'ensemble de la France, et aussi inférieur à la moyenne du bassin de l'Yonne (274 millimètres par an à son confluent avec la Seine). Le débit spécifique de la rivière (ou Qsp) n'atteint que le chiffre de 6,9 litres par seconde et par kilomètre carré de bassin.

### Les pertes du Serein
Le Serein traverse une zone karstique entre Dissangis et Chablis. Cette région calcaire pauvre en ruissellement conduit à des échanges d’eau par voies souterraines entre différents bassins, dans le cas présent celui du Serein et la Cure.
En 1970, le BRGM a réalisé une étude sur les pertes du Serein dans la région de Tormancy, située entre Dissangis et Chablis. Cette expérience a été menée au moment des basses eaux, par un lâcher d’eau en amont de 3 à 5 m3/s. Il a été constaté une perte de 1 m3/s à Tormancy. Les ¾ de ces pertes sont récupérées 25 kilomètres plus en aval par un trajet souterrain de 4 à 6 jours, et ¼ de ces pertes ont rejoint le bassin de la Cure à Vermenton après un trajet souterrain de 17 à 19 jours.
Si, sur l’écoulement annuel, ce phénomène de pertes est faible puisque de l’ordre de 2 à 3 %, en période d’étiage il atteint près de 40 %.

## Galerie de photos

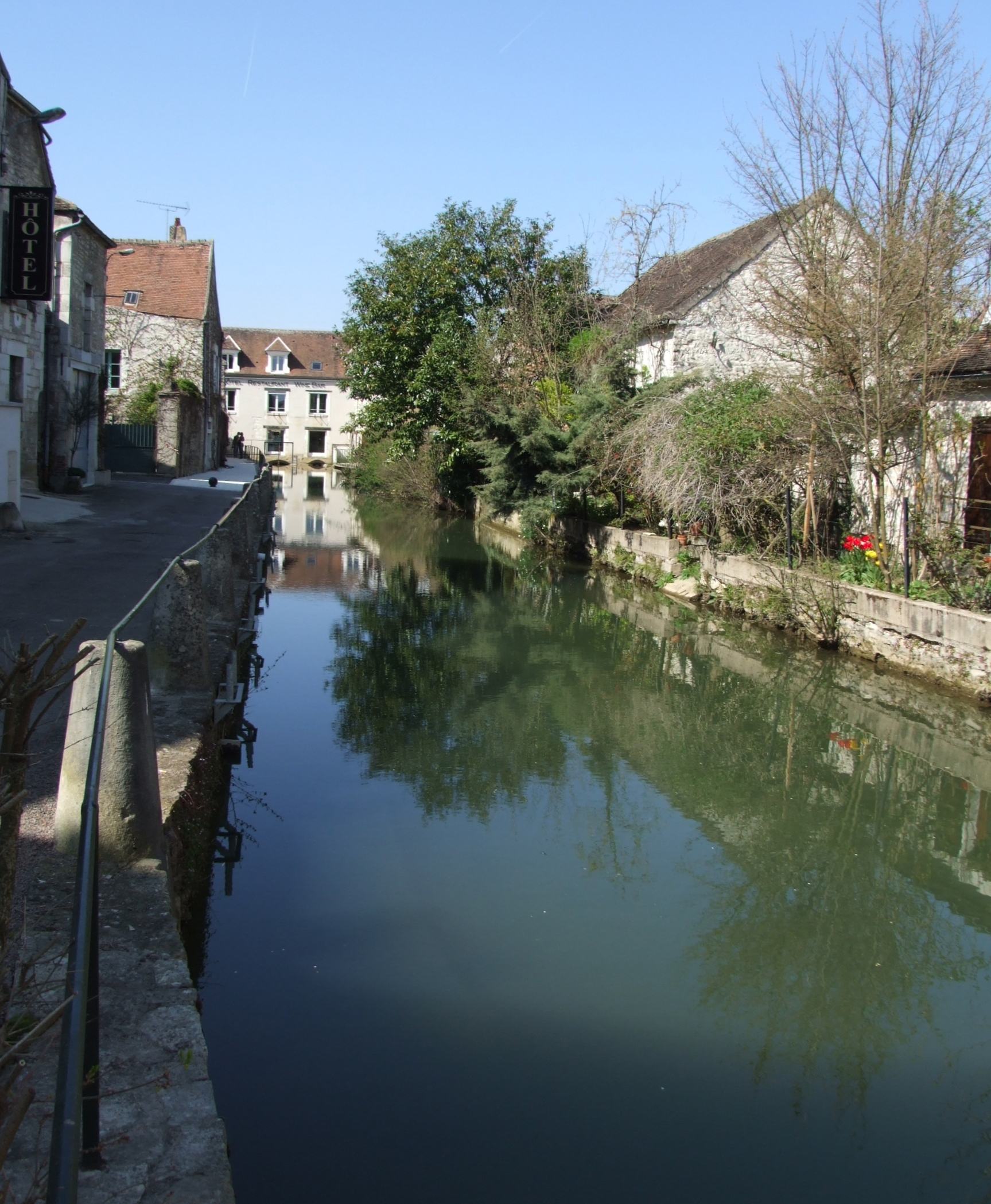
Vue du Serein à Chablis.
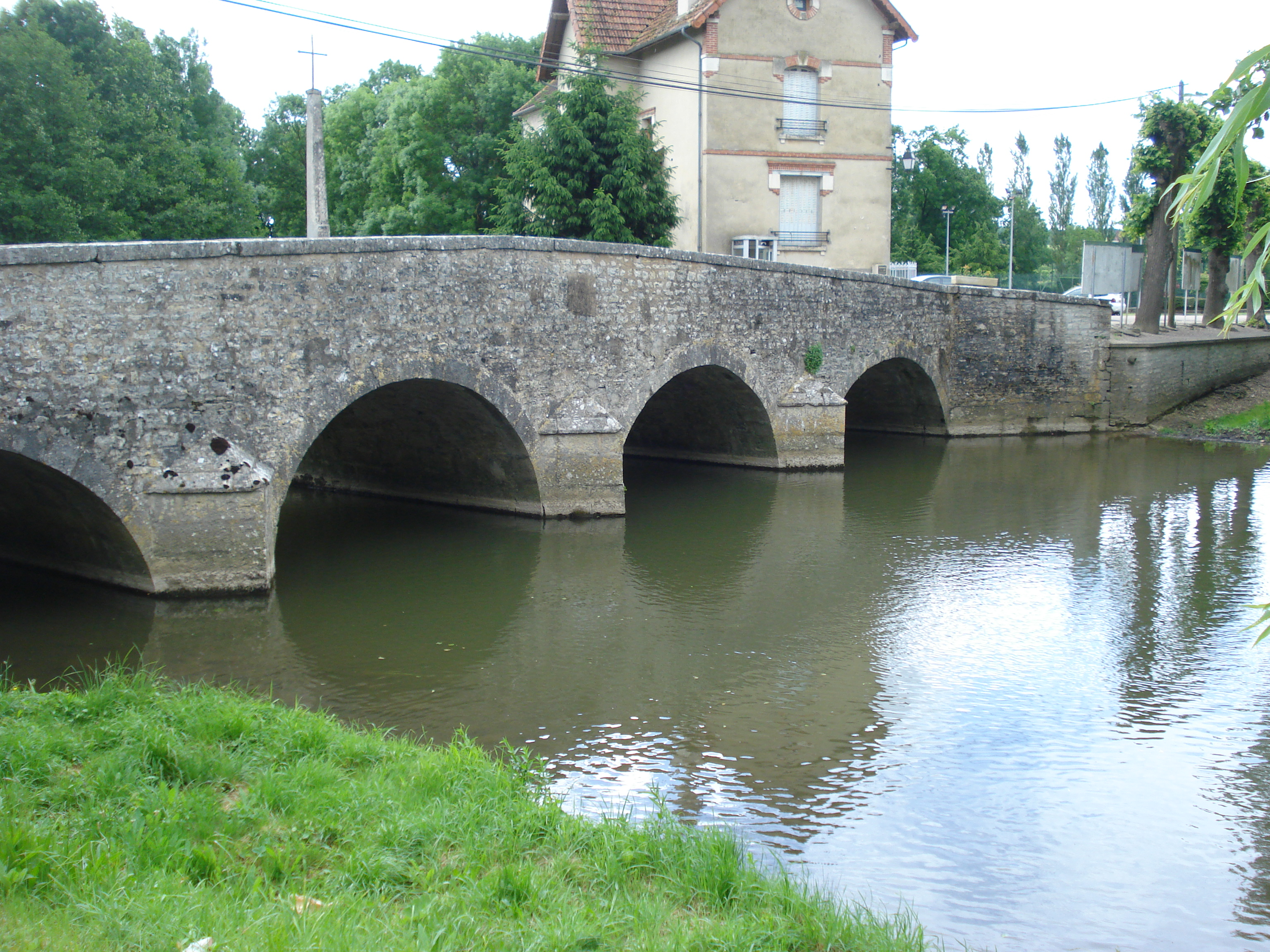
Pont de pierre sur le Serein à Annay-sur-Serein.
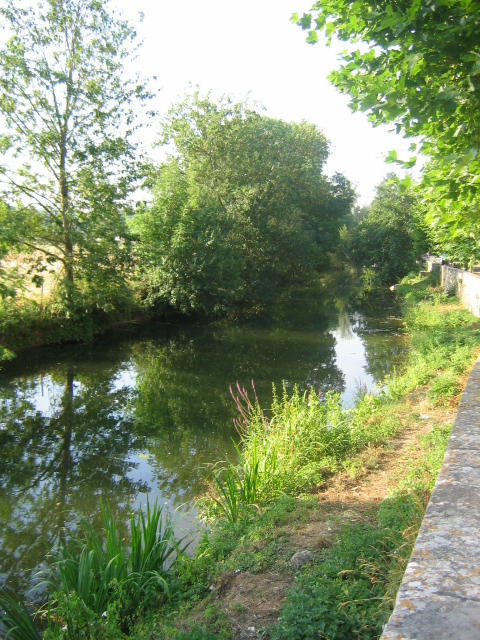
Le Serein dans la campagne près de Noyers.
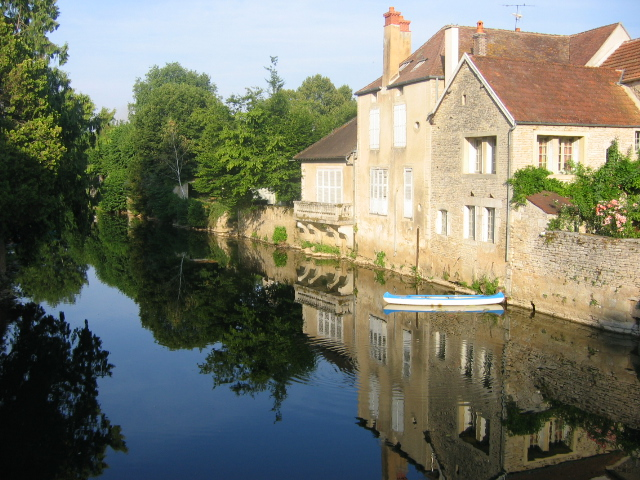
Le Serein à Noyers.